# Guersònides
Guersònides (hebreu: לוי בן גרשום)  (Banhòus de Céser, 1288 - Avinyó, 20 d'abril de 1344 (Gregorià)), de naixement Leví ben Guerxom, conegut pels escriptors cristians com a Leo de Bannolis o Balneolis, Leo Judaeus i pels escriptors hebreus com a RaLBaG (acrònim de Rabí Leví Ben Guerxom) va ser un erudit jueu del segle xiv, que va escriure sobre teologia, filosofia, matemàtiques i astronomia.

## Vida
Si bé el rei de França Felip el Bell va expulsar els jueus dels seus dominis el 1306, a la regió de la Provença va haver-hi un ambient permissiu amb aquest col·lectiu. El trasllat de la seu papal a Avinyó el 1309 va fer créixer aquesta tolerància, ja que els mateixos papes mantenien bones relacions amb els jueus. Tot això va fer que, atès el declivi de les comunitats jueves a l'Aragó i al Principat al segle xiii, molts jueus es traslladessin cap a Occitània. Aquest devia ser el cas del pare de Gersònides, Guerxom ben Salomó Català de Besiers.
Guersònides va viure la major part de la seva vida a Aurenja, amb alguna estança esporàdica a Avinyó. Sembla que es va dedicar al que havia estat el negoci familiar durant generacions: prestar diners. Gersonides va ser molt apreciat per la comunitat cristiana, sobretot per les seves obres de matemàtiques i astronomia, que van ser traduïdes al llatí en vida del mateix Gersònides. Existeix una certa controvèrsia sobre els seus coneixements lingüístics: és evident que parlava hebreu (tota la seva obra està escrita en aquest idioma) i provençal (era la llengua comuna), però no es té seguretat que parlés llatí i, molt menys, àrab, que eren les llengües de cultura de l'època.

## Obra
Totes les seves obres van ser escrites en hebreu, però algunes van ser traduïdes immediatament al llatí. L'exemple més evident és el seu tractat Sobre els nombres harmònics, escrit per encàrrec de Philippe de Vitry, bisbe de Meaux i que va ser traduït abans d'entregar-li. El seu llibre de trigonometria estava dedicat al papa Climent VI.

### Obres matemàtiques
Les obres matemàtiques fonamentals són quatre:
1. Un comentari dels Elements d'Euclides acabat sobre 1323-1325 i que conté un intent de demostració del postulat de les paral·leles en nou lemes.
2. De sinibus, chordis et arcubus acabat el 1342, un tractat de trigonometria dedicat al papa.
3. De Numeris Harmonicis acabat el 1343 i dedicat a Philippe de Vitry que era musicòleg i estava interessat en aquests nombres. Gersònides demostra que els únics parells de nombres harmònics que difereixen en una unitat són: (1,2), (2,3), (3,4) i (8,9).
4. Maaseh Hoshev (L'art del càlcul) acabat el 1321 i que va ser el seu primer llibre de matemàtiques. En ell fa ús del principi d'inducció matemàtica.[8]

### Obres astronòmiques
Els texts astronòmics de Gersònides estan continguts en la primera part del llibre 5é de la seva gran obra Milhamot Adonai (Les guerres del Senyor); aquesta part és un pesat volum, en 136 capítols que no segueixen les pautes habituals dels tractats astronòmics medievals i que va ser traduïda immediatament al llatí i difosa per tot Europa.
Al començament d'aquest tractat astronòmic, Gersònides diu que l'astronomia requereix tant matemàtiques com de filosofia per aconseguir l'objectiu de representar acuradament el cosmos, tant quantitativa com qualitativament. Per assolir aquest objectiu, Gersònides inventa nous instruments d'observació, fa un nombre significatiu de noves observacions, construeix nous models planetaris (diferents del de Ptolemeu), canvia els seus paràmetres, explora noves alineacions de les esferes i computa unes noves taules astronòmiques (Capítol 99). Aquestes taules van tenir una influència manifesta en l'obra de Jacob ben David Bonjorn

### Obres filosòfiques
La gran obra filosòfica de Gersònides és el ja mencionat Mihamot Adonai en sis llibres, dels quals el cinquè és astronòmic i, normalment, no s'incloïa en les edicions en hebreu. El Llibre I parla d'un dels temes que més han preocupar els filòsofs medievals: l'ànima, l'intel·lecte agent i les seves relacions. El Llibre II parla sobre les profecies. Els Llibres III i IV sobre la providència i el coneixement diví de tots el fets. I, finalment, el Llibre VI tracta sobre la creació i els miracles, aspecte en el qual se separa notablement de Maimònides. El seu pensament és aristotèlic, amb clares influències d'Averrois.
També va escriure comentaris dels comentaris mitjans d'Averrois d'Aristòtil.

### Obres religioses
Gersònides va escriure comentaris del Pentateuc, dels llibres dels Profetes, del Llibre dels Proverbis, del Llibre de Job, del Càntic dels Càntics, de l'Eclesiastès i d'altres llibres bíblics i talmúdics.